# Ljubna
Ljubna je naselje u općini Žepče, Federacija BiH, BiH.

## Stanovništvo
Nacionalni sastav stanovništva 1991. godine, bio je sljedeći:
ukupno: 176
- Hrvati - 175
- Srbi - 1